# Spirale (film, 1978)
Pour les articles homonymes, voir Spirale (homonymie).
Pour plus de détails, voir Fiche technique et Distribution.
Spirale (Spirala) est un film polonais réalisé par Krzysztof Zanussi, sorti en 1978.

## Synopsis
Un touriste arrogant arrive au refuge de Morskie Oko et tente une ascension le lendemain malgré le danger. Il ne redescend pas et les recherches commencent.

## Fiche technique
- Titre : Spirale
- Titre original : Spirala
- Réalisation : Krzysztof Zanussi
- Scénario : Krzysztof Zanussi
- Musique : Wojciech Kilar
- Photographie : Edward Klosinski
- Montage : Urszula Sliwinska
- Société de production : Film Polski
- Pays :  Pologne
- Genre : Drame
- Durée : 83 minutes
- Dates de sortie : 
  -  Pologne : 21 septembre 1978

## Distribution
- Jan Nowicki : Tomasz Piatek
- Maja Komorowska : Teresa
- Zofia Kucówna : Maria
- Aleksander Bardini : le médecin
- Jan Swiderski : Henryk
- Piotr Garlicki : le fils de Henryk
- Andrzej Hudziak : Augustyn
- Cezary Morawski : Czarek
- Tatiana Sosna-Sarno : Tania

## Distinctions
Le film a été présenté en sélection officielle en compétition au Festival de Cannes 1978.